# Jhon Durán
Jhon Jader Durán Palacio (Medellín, 15 dicembre 2003) è un calciatore colombiano, attaccante del Fenerbahçe, in prestito dall'Al-Nassr, e della nazionale colombiana.

## Caratteristiche tecniche
Ritenuto un talento precoce, un centravanti molto abile nella protezione della palla e nelle sponde per i compagni di squadra, riesce ad accentrarsi per trovare la conclusione con il mancino, dotato di potenza di tiro, è capace di segnare pure da fuori area.
Nel 2020 è stato inserito nella lista dei migliori calciatori nati nel 2003 da The Guardian.

## Carriera

### Club

#### Envigado e Chicago Fire
Calcisticamente cresciuto nel settore giovanile dell'Envigado, debutta in prima squadra nell'incontro di Copa Colombia pareggiato per 1-1 contro il Jaguares; pochi mesi più tardi realizza la sua prima rete in carriera, nel pareggio per 3-3 contro le Águilas Doradas.
L'11 gennaio 2021 viene acquistato dagli statunitensi del Chicago Fire, con cui stipula un contratto triennale con decorrenza dal 1º gennaio 2022. Nella MLS realizza una doppietta contro il Cincinnati vincendo per 3-2, oltre che nella vittoria per 2-0 ai danni del Toronto e nel successo per 3-1 contro il Miami FC.

#### Aston Villa
Il 16 gennaio 2023 viene acquistato dagli inglesi dell'Aston Villa. Segna la sua prima rete il 31 agosto 2023 battendo per 3-0 l'Hiberian, durante la Conference League, il 14 marzo 2024, realizza un gol sconfiggendo per 4-0 l'Ajax. Nell'edizione 2023-2024 segna la rete del 4-0 battendo l'Everton, sigla un gol pure contro il Crystal Palace vincendo per 3-1 ed è autore di una doppietta pareggiando per 3-3 contro il Liverpool. Nella Champions League, con la sua rete, consegna la vittoria su 1-0 battendo il Bayern Monaco, un altro gol lo realizza sconfiggendo il RB Lipsia per 3-2.

#### Al-Nassr
Il 31 gennaio 2025, dopo un ottimo avvio di stagione all'Aston Villa, passa ai sauditi dell'Al-Nassr per 77 milioni di euro più 13 milioni di bonus. Questa operazione ha permesso al Chicago Fire di guadagnare il 15% della cifra incassata dall'Aston Villa, e ha portato quindi il totale della cifra ricevuta dal club statunitense a 29,5 milioni di euro, rendendolo la cessione più onerosa della storia della MLS.

#### Fenerbahçe
Il 6 luglio 2025 lascia l'Al Nassr per unirsi in prestito al Fenerbahçe fino al 30 giugno 2026.

### Nazionale
Il 24 settembre 2022 debutta con la nazionale colombiana, in occasione dell'amichevole vinta per 4-1 contro il Guatemala. Il 28 marzo 2023 realizza la sua prima rete per i Cafeteros, in occasione dell'amichevole vinta per 2-1 contro il Giappone.

## Statistiche

### Presenze e reti nei club
Statistiche aggiornate al 10 luglio 2025.
| Stagione           | Squadra            | Campionato         | Campionato | Campionato | Coppe nazionali | Coppe nazionali | Coppe nazionali | Coppe continentali | Coppe continentali | Coppe continentali | Altre coppe | Altre coppe | Altre coppe | Totale | Totale |
| Stagione           | Squadra            | Comp               | Pres       | Reti       | Comp            | Pres            | Reti            | Comp               | Pres               | Reti               | Comp        | Pres        | Reti        | Pres   | Reti   |
| ------------------ | ------------------ | ------------------ | ---------- | ---------- | --------------- | --------------- | --------------- | ------------------ | ------------------ | ------------------ | ----------- | ----------- | ----------- | ------ | ------ |
| 2019               | Envigado           | A                  | 0          | 0          | CC              | 1               | 0               | -                  | -                  | -                  | -           | -           | -           | 1      | 0      |
| 2020               | Envigado           | A                  | 22         | 2          | CC              | 2               | 0               | -                  | -                  | -                  | -           | -           | -           | 24     | 2      |
| 2021               | Envigado           | A                  | 23         | 7          | CC              | 1               | 1               | -                  | -                  | -                  | -           | -           | -           | 24     | 8      |
| Totale Envigado    | Totale Envigado    | Totale Envigado    | 45         | 9          |                 | 4               | 1               |                    | 0                  | 0                  |             | 0           | 0           | 49     | 10     |
| apr. -mag.2022     | Chicago Fire II    | MLS NP             | 2          | 0          |                 | -               | -               | -                  | -                  | -                  | -           | -           | -           | 2      | 0      |
| 2022-gen. 2023     | Chicago Fire       | MLS                | 27         | 8          | USOC            | 1               | 0               | -                  | -                  | -                  | -           | -           | -           | 28     | 8      |
| gen.-giu. 2023     | Aston Villa        | PL                 | 12         | 0          | FACup+CdL       | 0               | 0               | -                  | -                  | -                  | -           | -           | -           | 12     | 0      |
| 2023-2024          | Aston Villa        | PL                 | 23         | 5          | FACup+CdL       | 1+1             | 0               | UECL               | 12                 | 3                  | -           | -           | -           | 37     | 8      |
| 2024- gen. 2025    | Aston Villa        | PL                 | 19         | 7          | FACup+CdL       | 0+2             | 0+2             | UCL                | 7                  | 3                  | -           | -           | -           | 28     | 12     |
| Totale Aston Villa | Totale Aston Villa | Totale Aston Villa | 54         | 12         |                 | 4               | 2               |                    | 19                 | 6                  |             | 0           | 0           | 77     | 20     |
| gen.-giu. 2025     | Al-Nassr           | SPL                | 13         | 8          | KC              | -               | -               | ACL                | 5                  | 4                  |             | -           | -           | 18     | 12     |
| Totale carriera    | Totale carriera    | Totale carriera    | 141        | 37         |                 | 9               | 3               |                    | 24                 | 10                 |             | 0           | 0           | 174    | 50     |

### Cronologia presenze e reti in nazionale
| Cronologia completa delle presenze e delle reti in nazionale ― Colombia | Cronologia completa delle presenze e delle reti in nazionale ― Colombia | Cronologia completa delle presenze e delle reti in nazionale ― Colombia | Cronologia completa delle presenze e delle reti in nazionale ― Colombia | Cronologia completa delle presenze e delle reti in nazionale ― Colombia | Cronologia completa delle presenze e delle reti in nazionale ― Colombia | Cronologia completa delle presenze e delle reti in nazionale ― Colombia | Cronologia completa delle presenze e delle reti in nazionale ― Colombia |
| Data                                                                    | Città                                                                   | In casa                                                                 | Risultato                                                               | Ospiti                                                                  | Competizione                                                            | Reti                                                                    | Note                                                                    |
| ----------------------------------------------------------------------- | ----------------------------------------------------------------------- | ----------------------------------------------------------------------- | ----------------------------------------------------------------------- | ----------------------------------------------------------------------- | ----------------------------------------------------------------------- | ----------------------------------------------------------------------- | ----------------------------------------------------------------------- |
| 24-9-2022                                                               | Harrison                                                                | Colombia                                                                | 4 – 1                                                                   | Guatemala                                                               | Amichevole                                                              | -                                                                       | 46’                                                                     |
| 27-9-2022                                                               | Santa Clara                                                             | Messico                                                                 | 2 – 3                                                                   | Colombia                                                                | Amichevole                                                              | -                                                                       | 90+2’                                                                   |
| 19-11-2022                                                              | Fort Lauderdale                                                         | Colombia                                                                | 2 – 0                                                                   | Paraguay                                                                | Amichevole                                                              | -                                                                       | 64’                                                                     |
| 24-3-2023                                                               | Ulsan                                                                   | Corea del Sud                                                           | 2 – 2                                                                   | Colombia                                                                | Amichevole                                                              | -                                                                       | 70’                                                                     |
| 28-3-2023                                                               | Ōsaka                                                                   | Giappone                                                                | 1 – 2                                                                   | Colombia                                                                | Amichevole                                                              | 1                                                                       | 84’                                                                     |
| 7-9-2023                                                                | Barranquilla                                                            | Colombia                                                                | 1 – 0                                                                   | Venezuela                                                               | Qual. Mondiali 2026                                                     | -                                                                       | 46’                                                                     |
| 12-9-2023                                                               | Santiago del Cile                                                       | Cile                                                                    | 0 – 0                                                                   | Colombia                                                                | Qual. Mondiali 2026                                                     | -                                                                       | 58’ 90’                                                                 |
| 17-10-2023                                                              | Quito                                                                   | Ecuador                                                                 | 0 – 0                                                                   | Colombia                                                                | Qual. Mondiali 2026                                                     | -                                                                       | 75’                                                                     |
| 8-6-2024                                                                | Landover                                                                | Stati Uniti                                                             | 1 – 5                                                                   | Colombia                                                                | Amichevole                                                              | -                                                                       | 62’                                                                     |
| 28-6-2024                                                               | Glendale                                                                | Colombia                                                                | 3 – 0                                                                   | Costa Rica                                                              | Coppa America 2024 - 1º turno                                           | -                                                                       | 77’                                                                     |
| 6-9-2024                                                                | Lima                                                                    | Perù                                                                    | 1 – 1                                                                   | Colombia                                                                | Qual. Mondiali 2026                                                     | -                                                                       | 72’                                                                     |
| 10-9-2024                                                               | Barranquilla                                                            | Colombia                                                                | 2 – 1                                                                   | Argentina                                                               | Qual. Mondiali 2026                                                     | -                                                                       | 79’                                                                     |
| 15-10-2024                                                              | Barranquilla                                                            | Colombia                                                                | 4 – 0                                                                   | Cile                                                                    | Qual. Mondiali 2026                                                     | 1                                                                       |                                                                         |
| 15-11-2024                                                              | Montevideo                                                              | Uruguay                                                                 | 3 – 2                                                                   | Colombia                                                                | Qual. Mondiali 2026                                                     | -                                                                       | 58’ 72’                                                                 |
| 19-11-2024                                                              | Barranquilla                                                            | Colombia                                                                | 0 – 1                                                                   | Ecuador                                                                 | Qual. Mondiali 2026                                                     | -                                                                       | 59’ 73’                                                                 |
| 25-3-2025                                                               | Barranquilla                                                            | Colombia                                                                | 2 – 2                                                                   | Paraguay                                                                | Qual. Mondiali 2026                                                     | 1                                                                       |                                                                         |
| 6-6-2025                                                                | Barranquilla                                                            | Colombia                                                                | 0 – 0                                                                   | Perù                                                                    | Qual. Mondiali 2026                                                     | -                                                                       | 43’ 46’                                                                 |
| Totale                                                                  |                                                                         | Presenze                                                                | 17                                                                      |                                                                         | Reti                                                                    | 3                                                                       |                                                                         |